# Otto Kuusinen
Otto Wilhelm (Ville) Kuusinen (ur. 4 października 1881 w Laukaa, zm. 17 maja 1964 w Moskwie) – fiński polityk socjaldemokratyczny i komunistyczny. W latach 1939–1940 premier i minister spraw zagranicznych Fińskiej Republiki Demokratycznej. W latach 1940–1956 przewodniczący Rady Najwyższej Karelo-Fińskiej Socjalistycznej Republiki Radzieckiej. Bohater Pracy Socjalistycznej.

## Życiorys
W 1905 ukończył studia na Wydziale Historyczno-Filologicznym Imperialnego Uniwersytetu Aleksandra w Helsinkach. Od 1904 politycznie był związany z Socjaldemokratyczną Partią Finlandii. W 1906 został liderem partii. W 1910 i 1912 brał udział w kongresach II Międzynarodówki w Kopenhadze i Stuttgarcie. W latach 1908–1909 i 1911–1913 zasiadał jako poseł w Eduskuncie. W 1918 został komisarzem ds. edukacji w fińskiej Radzie Komisarzy Ludowych. Po porażce czerwonych w wojnie domowej w Finlandii, przeniósł się do RFSRR. Jesienią tego samego roku w Moskwie uczestniczył w założeniu Komunistycznej Partii Finlandii. W maju 1919 wyjechał nielegalnie pod nazwiskiem Otto Willy Brandt do Finlandii. Do Rosji wrócił w 1921. W okresie międzywojennym był w ZSRR działaczem Kominternu.
1 grudnia 1939 utworzył, na żądanie Józefa Stalina, rząd marionetkowy tzw. Fińskiej Republiki Demokratycznej, który po radzieckiej inwazji miał sprawować władzę w podbitym kraju. Armia Czerwona nie zdołała jednak opanować Finlandii i Kuusinen nie objął rządów.
Fińską Republikę Demokratyczną wcielono do utworzonej Karelo–Fińskiej SRR, powstałej w 1940 roku z przekształcenia Karelskiej ASRR, a Kuusinen objął stanowisko Przewodniczącego Prezydium Rady Najwyższej Karelo–Fińskiej SRR. Po ponownym wcieleniu Karelo–Fińskiej SRR do RFSRR w 1956 roku pełnił urząd członka Rady Najwyższej ZSRR i członka Politbiura KC KPZR.
Jego drugą żoną była Aino Kuusinen, fińska działaczka Kominternu, następnie agentka GRU, aresztowana w czasie czystek stalinowskich. Córka Hertta (z pierwszego małżeństwa z Saimą Dahlström) była po II wojnie światowej jedną z liderek Fińskiej Partii Komunistycznej. 

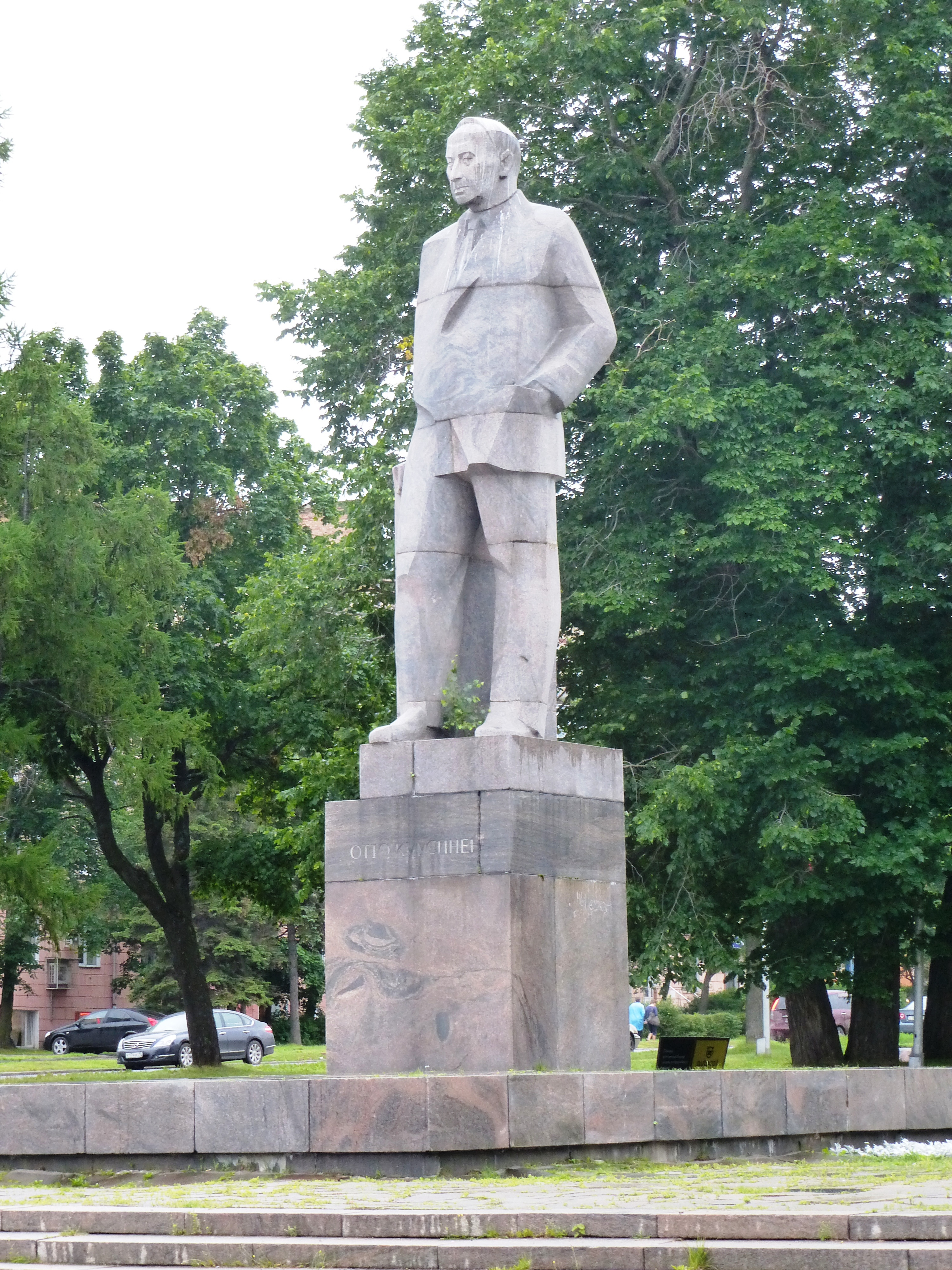
Pomnik Otto Kuusinena w Pietrozawodsku, wpisany na listę dziedzictwa kulturalnego Rosji

## Wybrane prace
- Основы марксизма-ленинизма. Под ред. О. Куусинена. Москва: Государственное издательство политической литературы, 1960. Brak numerów stron w książce

przekłady na polski
- Podstawy marksizmu-leninizmu : podręcznik (Tyt. oryg.: Osnovy marksizma-leninizma). Pod redakcją Otto Kuusinena, tłumacz Regina Hekker i in.. Warszawa: Książka i Wiedza, 1960. Brak numerów stron w książce 1032 s. : err. ; 22 cm.

## Ordery i odznaczenia
- Złoty Medal „Sierp i Młot” Bohatera Pracy Socjalistycznej (1961)
- Order Lenina (czterokrotnie)